# Jogabilidade emergente
Jogabilidade emergente refere-se a situações complexas em jogos eletrônicos, jogos de tabuleiro, ou jogos de RPG que emergem da interação de mecânicas de jogos simples.
Designers têm tentado incentivar jogos emergentes fornecendo ferramentas aos jogadores, como navegadores web no motor do jogo (como em Eve Online, The Matrix Online), ferramentas de integração XML e linguagens de programação (Second Life), fixação de taxas de câmbio (Entropia Universe), e permitir que um jogador crie qualquer objeto que desejar para resolver um quebra-cabeça (Scribblenauts).

## Emergência intencional
Emergência intencional ocorre quando um uso criativo do jogo é planejado pelos designers do jogo. Desde a década de 70 e 80, jogos de tabuleiro e jogos de RPG como Cosmic Encounter ou Dungeons & Dragons apresentaram emergência intencional como função primária de jogo, fornecendo para jogadores regras relativamente simples ou estruturas para jogo que intencionalmente encoraja eles a explorar estratégias criativas ou interações e abusar delas para conseguir a vitória ou cumprir metas.

### Soluções criativas
Simuladores imersivos, como Deus Ex e System Shock, são jogos construídos em torno de jogabilidade emergente. Esses jogos dão ao jogador-personagem uma variedade de habilidades e ferramentas, e um consistente mundo de jogo estabelecido por regras, mas não impõe nenhuma solução específica ao jogador, apesar que o jogador possa ser guiado para soluções sugeridas. Para passar por um guarda bloqueando uma porta, o jogador poderia optar por atacar o guarda diretamente, esgueirar-se e deixar o guarda inconsciente, distrair o guarda para que ele afaste de seu posto, ou usar parkour para chegar a uma abertura alternativa bem longe da vista, entre outras soluções. Nesses jogos, é possível completar problemas no jogo usando soluções que os designers de jogo não previram; por exemplo, em Deus Ex, designers foram surpreendidos por jogadores usando minas montadas na parede como um pitão para escalar paredes. Um conceito parecido existe para jogos roguelike, onde jogabilidade emergente é considerada um fator de alto valor pela "Berlin Interpretation" em 2008 para roguelikes.
Tais emergências também podem ocorrer em jogos através da jogabilidade não linear e pura quantidade massiva de conteúdo simulado, como em Minecraft, Dwarf Fortress ou Space Station 13. Esses jogos não possuem um critério de fim de jogo apesar deles, igualmente aos simuladores imersivos, possuírem um consistente mundo baseado em regras. Esses jogos presenteiam frequentemente o jogador com tutoriais sobre o que eles poderiam fazer no jogo. Com isso, jogadores poderiam seguir a forma pretendida de jogar o jogo, ou podem seguir em direções completamente diferentes, como máquinas simuladas extravagantes no Minecraft.
Certas classes de jogos de quebra-cabeça não lineares também podem apoiar jogabilidade emergente. A linha de jogos produzidos pela Zachtronics, como Spacechem e Infinifactory, são amplamente considerados quebra-cabeças de programação, onde o jogador deve montar peças de um mecanismo para produzir um produto específico a partir de várias entradas. Os jogos de outra forma não possuem limites de quantos componentes podem ser usados e quanto tempo o processo precisa para completar, apesar de, via placares de líderes, jogadores serem encorajados a criar soluções mais eficientes que seus amigos online. Enquanto cada quebra-cabeça é construído para ter certeza que pelo menos uma solução possível existe, jogadores frequentemente encontram soluções emergente que podem ser mais elegantes, usam componentes de formas inesperadas, ou, de outro modo, divergem muito da rota prevista.

### Narrativa emergente
Alguns jogos não usam uma estrutura de história pré-planejada, nem mesmo uma não linear.
Em The Sims, a história pode emergir das ações do jogador. Mas o jogador recebe tanto controle que ele mais cria uma história do que interage. Narrativa emergente seria parcialmente criada somente pelo jogador. Warren Spector, o designer de Deus Ex, argumentou que narrativa emergente carece do impacto emocional de uma narrativa linear.
Left 4 Dead apresenta um sistema dinâmico para dramatização de jogo, ritmo, e dificuldade chamado de Diretor. A forma com que o Diretor funciona é com a "Narrativa procedural": ao invés de ter uma dificuldade que aumenta em um nível constante, a I.A. analisa o desempenho dos jogadores até o momento, e tenta adicionar eventos posteriores que dariam a eles um senso de narrativa.
Minecraft e Dwarf Fortress também apresentam narrativa emergente, devido à abstração de como elementos são representados no jogo, permitindo recursos para todo o sistema aplicar através múltiplos objetos sem a necessitado de desenvolver ativos especializados para cada estado diferente; isso pode criar comportamentos mais realistas para entidades não controladas pelo jogador que auxiliam na narrativa emergente. Por exemplo, em Dwarf Fortress, qualquer uma das criaturas vivas no jogo poderiam ganhar o estado de estarem intoxicadas pelo álcool, criando comportamentos aleatórios em seus movimentos devido à intoxicação, mas não requirindo que eles mostrem algo unicamente diferente, em contraste com um jogo mais representacional que precisaria de novos ativos e modelos para uma criatura bêbada. Por esses sistemas serem abstratos e em interação, esse pode então criar comportamento emergente que os desenvolvedores nunca teriam antecipado.

## Emergência não intencional
Emergência não intencional ocorre quando usos criativos do videogame não foram planejados pelos designers de jogo.

### Estratégias baseadas em falhas ou peculiaridades
Jogabilidade emergente pode surgir de uma I.A de jogo performando ações ou criando efeitos inesperados até mesmo pelos desenvolvedores de software. Isso pode ocorrer por uma falha, o jogo funcionando corretamente, mas produzindo resultados inesperados quando jogado de uma forma anormal ou utilizando um software que permita desenvolvimento com IA; por exemplo, a doença genética não planejada que pode ocorrer na série Creatures.
Em diversos jogos, especialmente em jogos de tiro em primeira pessoa, falhas de jogo ou peculiaridades de físicas podem se tornar estrategias viáveis, ou até mesmo criar seus próprios tipos de jogos. Na série Quake, criada pela Id Software, rocket jumping e strafe-jumping são dois exemplos. No jogo Halo 2, apertar o botão de ataque corpo a corpo (B) e logo em seguida o botão de recarregar (X) e o botão de fogo primário (gatilho R) iria resultar no jogador não ter que esperar que a arma retorne à sua posição para poder atirar após um ataque corpo a corpo. Fazer isso ficou conhecido como "BXR-ing". Outro exemplo inclui GunZ: The Duel, onde cancelamento de animação e mudança de armas eventualmente iria desenvolver em um jeito de viajar pela parede conhecido como "butterfly" na comunidade.
Starsiege: Tribes possuia uma falha na física que permitia que jogadores "esquiassem" para cima e para baixo em declives íngremes por pressionar rapidamente a tecla de pulo, ganhando velocidade considerável no processo. O aproveitamento dessa falha tornou-se central para a jogabilidade, suplantando os veículos originalmente previstos pelos designers como meio primário de travessia de grandes mapas.
Graças a um descuido de programação da Capcom, a noção de combo (ou combo 2-1) foi introduzida com o jogo de luta Street Fighter II, quando jogadores habilidosos aprenderam que podiam combinar diversos ataques que não deixavam tempo para seus oponentes se recuperarem, desde que fossem cronometrados corretamente.
A versão de PlayStation 1 da edição de 2004 da série FIFA apresentou uma seleção de novas habilidades de ataque, como corrida sem bola e passagem sensível ao toque, que foram projetadas para uso com controles analógicos. Jogadores particularmente habilidosos estavam manipulando artificialmente essas funcionalidades na série de jogos desde a edição de 1999 por meio da manipulação rápida e hábil dos controladores de PS originais não analógicos. O jogo era relativamente fácil de vencer no nível mais difícil para um jogador, usando uma série de truques do manual de instruções que a IA não podia replicar consistentemente ou defender contra, mas jogadores de longo prazo descobriram que ao tentar fazer com que o jogo atinja uma simulação de futebol mais realista, jogando sem usar esses truques, a IA simplista no jogo pareceria responder aprendendo osmoticamente com o jogador, com maior criatividade das equipes adversárias e uma aparente inteligência de aprendizado na seleção de jogadores sem bola e na direção do chute, coisas que deveriam ser impossíveis com o controle não analógico.

### Alterando os objetivos do jogo
Em jogos online de corrida, em especial, Project Gotham Racing, jogadores criaram objetivos alternativos conhecidos como "Gato e Rato". Os pilotos jogam em times de pelos menos dois carros. Cada time escolhe um carro bem lento como rato, visando atingir a linha de chegada primeiro. Então, os membros do time em carros mais rápidos têm como objetivo impulsionar seus carros lentos para a liderança e tirar da pista os carros lentos dos seus times adversários.
Completar jogos sem coletar certos itens ou por pulando poções aparentemente necessárias para a jogabilidade resulta numa quebra de sequência, uma técnica que tem desenvolvido sua própria comunidade dedicada. Frequentemente, velocidade de completação e/ou uso minimalista de itens são conquista respeitáveis. Essa técnica foi muito usada na série de jogos Metroid e desenvolveu numa comunidade dedicada para speedruns. NetHack tem, ao longo do tempo, codificado muitos desses desafios como "conduta" e reconhece jogadores que conseguem finalizar personagens com uma postura pacifista ininterrupta ou disciplinas vegetarianas, por exemplo. Uma forma de jogabilidade restrita comparável foi implementa no World of Warcraft, conhecido como nivelamento "Homem de Ferro".
Uma mudança na jogabilidade pode ser usada para criar um minijogo de facto, como o "Desafio do Demônio Verde" no Super Mario 64, onde o objetivo é evitar coletar uma vida extra que persegue o jogador, até mesmo atravessando terrenos, enquanto o jogador tenta coletar todas as moedas vermelhas num nível. Outros desafios foram construídos em torno de chegar em áreas ou itens normalmente inalcançáveis, às vezes usando falhas ou ferramentas de jogabilidade, ou completando um nível sem usar um comando importante do jogo, como o botão ou joystick de 'pulo'.
Machinima, o uso de animação digital de motores de videogame para cria filmes, começou em 1996. A prática de gravar mata-matas no jogo de computador Quake, de 1996, da Id Software, foi ampliada adicionando a narrativa, mudando assim o objetivo de ganhar para criar um filme. Depois, desenvolvedores do jogo forneceram suporte aumentado para cria machinima; o jogo The Movies, de 2005, da Lionhead Studios, por exemplo, é adaptado para isso.

### Interação com a economia real
Comerciantes em MMOs com sistemas de economia jogam puramente para adquirir objetos de jogo virtuais ou avatares que eles então vendem por dinheiro real em sítios de leilão ou sítios de troca de moeda do jogo. Isso resulta no objetivo de jogo de um comerciante em fazer dinheiro real independentemente dos objetivos originais do designer de jogo.
Muito jogos proíbem negociação de moedas no EULA, mas ainda é uma prática comum.
Alguns jogadores oferecem serviços no mundo real (como design de sítios, hospedagem de rede) pagos com a moeda do jogo. Isso pode influenciar a economia do jogo, já que jogadores ganham riqueza/poder no jogo, sem relação com os eventos do jogo. Por exemplo, essa estratégia é usada no World of Warcraft, da Blizzard Entertainment.